# Бошко Кијановић
Бошко Кијановић (Београд, 21. јун 2000) је српски атлетичар, спринтер и државни сениорски рекордер у тркама на 200 метара на отвореном и 400 метара у дворани.

## Каријера
Први пут се на међународној сцени појавио на Светском јуниорском првенству у Тампереу (Финска) 2018. године, где се са резултатом 47.42 пласирао у полуфинале у трци на 400 метара и завршио на 22. позицији.
Годину дана касније је наступио на Европском јуниорском првенству у Боросу (Шведска) где се пласирао у финале у трци на 400 метара резултатом 47.08, док је у финалу оборио 30 година стар јуниорски рекорд Србије резултатом 46.50.
Наступао је на Европском првенству за млађе сениоре у Талину (Естонија), 2021. године. У квалификацијама у трци на 400 метара је трчао 46.72 и пласирао се у полуфинале где је трчао 46.47 и завршио на 11. позицији.
Учесник је Светског првенства у атлетици у дворани у Београду у марту 2022. У трци на 400 метара пласирао се у полуфинале резултатом 46.88, док је у полуфиналу заузео 10. место резултатом 46.97.
На међународном митингу светске челенџер серије у Каламати (Грчка) је 21. маја 2022. године оборио млађи сениорски национални рекорд у трци на 400 метара резултатом 45.72, да би га 11. јуна исте године и побољшао резултатом 45.59 на митингу светске бронзане серије у Женеви (Швајцарска). Резултат од 45.59 је данас важећи рекорд Србије за узраст до 23. године.
На првенству Србије у Крушевцу је 26. јуна 2022. оборио 38 година стар национални рекорд на 200 метара резултатом 20.70.
На Првенству Балкана одржаном у Краљеву 22. и 23. јула 2023. освојио је сребрну медаљу у трци на 400 метара са новим личним рекордом 45.50 и бронзану медаљу у трци на 200 метара са 20.87.
20. јула 2024. у Крушевцу је истрчао 100 метара у времену 10.31 секунду, али овај резултат није признат за нови државни рекорд због нерегуларности око електронског мерења времена.